# Rivesaltes (VDN)
Pour les articles homonymes, voir Rivesaltes (homonymie).
Le rivesaltes (parfois orthographié « Rivesaltes » par la presse) est l'appellation d'origine d'un vin doux naturel (VDN) préservée par le label appellation d'origine contrôlée (AOC). Ce vin est produit près de Rivesaltes dans une vaste partie du département français des Pyrénées-Orientales et une petite partie du département de l'Aude, en région Occitanie.
Cette appellation d'origine est protégée par l'INAO depuis 1972.

## Histoire
Le pape Benoît XIII (pape d'Avignon élu en 1394), de son vrai nom Pedro de Luna, originaire d’Aragon, fut grand amateur de vin muscat de Claira, paroisse située sur le terroir de la future appellation Rivesaltes. 

### Période contemporaine
Les vendanges 1906 avaient été désastreuses dans tout le Roussillon. Ce qui n'empêchaient pas la chute des cours du vin.  Des familles vigneronnes se heurtaient à des difficultés financières telles qu'elles ne pouvaient plus payer l'impôt. Informé, le gouvernement donna ordre de faire intervenir les huissiers. Le village de Baixas fut le premier à se révolter au début de l'année 1907.
Le 18 février, il reçut le soutien de Marcelin Albert, qui envoya un télégramme à Georges Clemenceau. Quant à Joseph Tarrius, viticulteur et pharmacien à Baixas, il fait parvenir au gouvernement une pétition signée des habitants du village. Il y est précisé que le seul impôt que les contribuables puissent encore payer est celui du sang. Alors que les défilés de protestations s'étaient multipliés dans les villes et villages, préfectures et sous-préfectures  accueillirent les manifestations viticoles. Le 19 mai, à Perpignan 170 à 200 000 personnes défilent dans la ville. La manifestation se déroule sans incidents graves,.

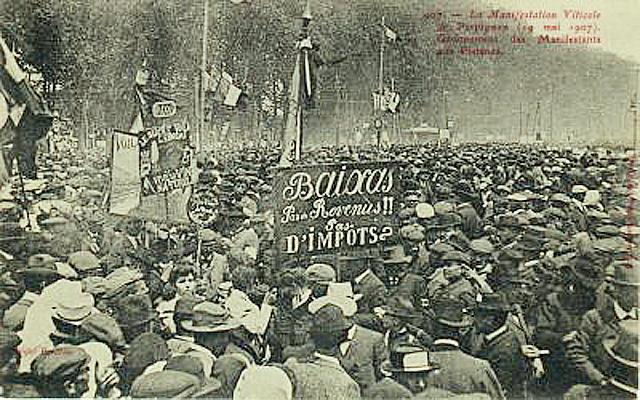
Regroupement des manifestants aux Platanes
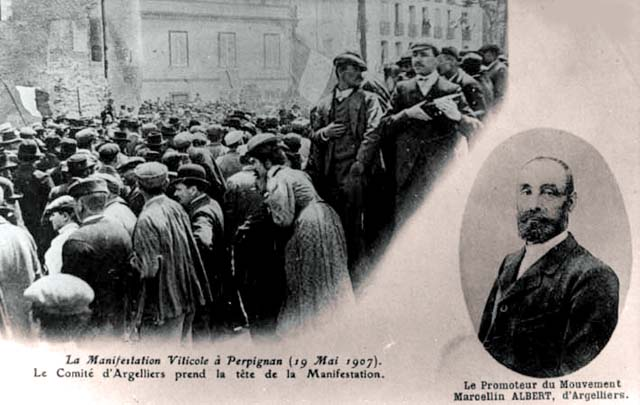
Le comité d'Argeliers prend la tête de la manifestation
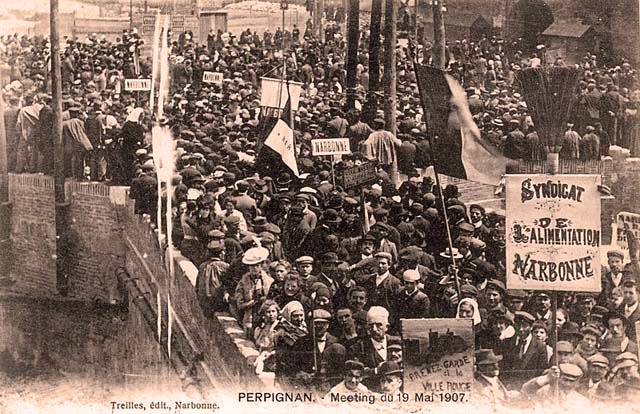
À Perpignan, les commerçants aux côtés des viticulteurs
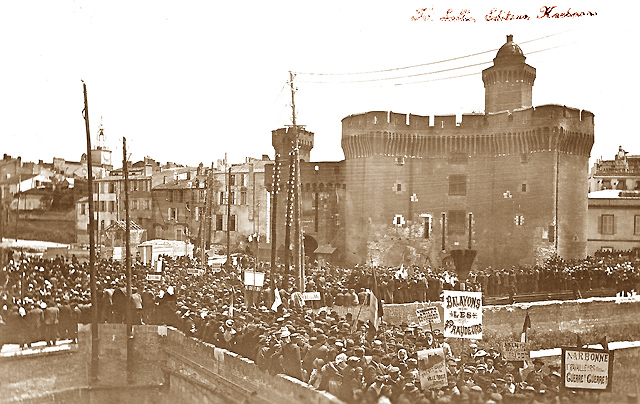
Les manifestants devant le Castillet

Dans les départements du Gard, de l'Hérault, de l'Aude et des Pyrénées-Orientales, les conseils municipaux démissionnent collectivement - il y en aura jusqu'à 600 - certains appellent à la grève de l'impôt. La situation devient de plus en plus tendues, les viticulteurs furieux attaquent perceptions, préfectures et sous-préfectures. Le 20 juin, la tension monte encore. A Perpignan, la préfecture est pillée et incendiée. Le préfet David Dautresme doit se réfugier sur le toit.

## Étymologie
Cette appellation tire son nom du village roussillonnais du même nom, Rivesaltes. Son nom, attestée pour la première fois en 923 sous la forme Ribas Altas, vient du catalan et signifie rives hautes en français.

## Situation géographique

### Climatologie

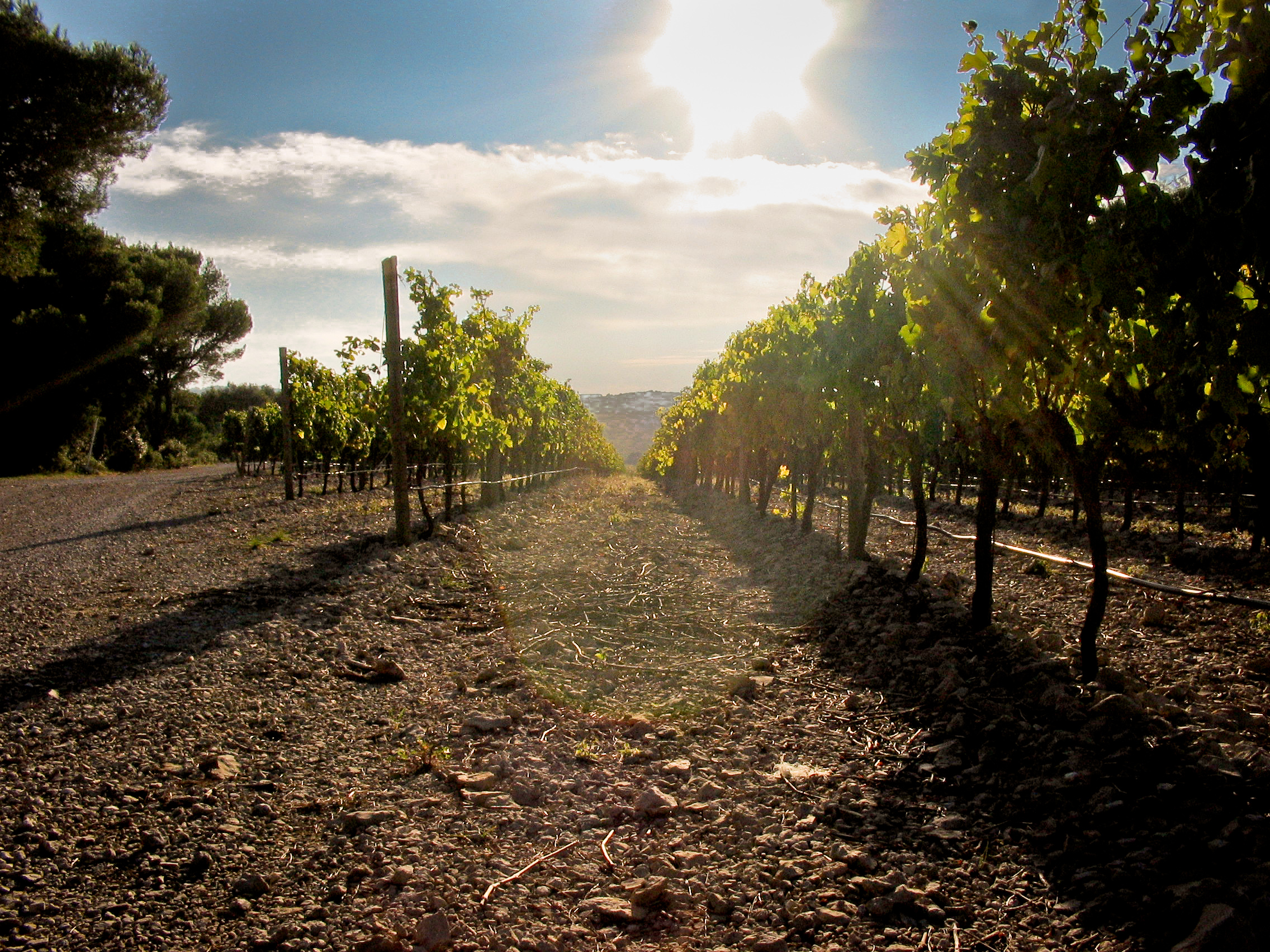
Coucher de Soleil sur le vignoble de Saint-Genis-des-Fontaines

Le climat est de type méditerranéen de zone 10. Les hivers y sont doux (quatre jours de gelées par an), les étés sont souvent chauds et secs. La tramontane (Tramuntana) souffle fréquemment (un jour sur quatre, moins depuis quelques années) et amène une certaine fraîcheur en période estivale. La température moyenne annuelle est de 15,9 °C. La température des mois les plus chauds atteint plus de 30 °C. 
Le Roussillon est l'une des régions les plus chaudes de France. Les précipitations annuelles atteignent 572 mm, soit l'une des moyennes les plus faibles. Il y a près de 300 jours de Soleil par an, en partie en raison du vent.
- Température record la plus froide : −11,0 °C (10 février 1956)
- Température record la plus chaude : 40,5 °C (7 juillet 1982)
- Hauteur quotidienne de précipitations la plus élevée : 222 mm (12 novembre 1999)

| Mois                              | jan. | fév. | mars | avril | mai  | juin | jui. | août | sep. | oct. | nov. | déc. | année |
| --------------------------------- | ---- | ---- | ---- | ----- | ---- | ---- | ---- | ---- | ---- | ---- | ---- | ---- | ----- |
| Température minimale moyenne (°C) | 4,4  | 5,1  | 7    | 8,9   | 12,4 | 16,1 | 18,8 | 18,8 | 15,6 | 11,9 | 7,6  | 5,3  | 11    |
| Température maximale moyenne (°C) | 12,3 | 13,4 | 15,7 | 17,6  | 21,3 | 25,3 | 28,8 | 28,4 | 25,1 | 20,4 | 15,6 | 13,2 | 19,8  |
| Record de froid (°C)              | −8,2 | −11  | −5,9 | 0,2   | 2,4  | 7,4  | 11,2 | 10,4 | 5    | −1,2 | −5,7 | −6,3 | −11   |
| Record de chaleur (°C)            | 25   | 26,5 | 28   | 32,4  | 34,4 | 36,8 | 40,5 | 38,7 | 36,8 | 34,2 | 28,1 | 26,7 | 40,5  |

| Mois                                       | Janv. | Fév.  | Mars  | Avr.  | Mai   | Juin  | Juil. | Août  | Sept. | Oct.  | Nov.  | Déc.  | Total année |
| ------------------------------------------ | ----- | ----- | ----- | ----- | ----- | ----- | ----- | ----- | ----- | ----- | ----- | ----- | ----------- |
| Heures moyennes d'ensoleillement           | 147,5 | 153,2 | 206,2 | 214,2 | 240,1 | 270,6 | 313,9 | 270,7 | 217,7 | 182,3 | 147,7 | 141,9 | 2 506       |
| Moyennes mensuelles de précipitations (mm) | 50,6  | 44,8  | 43,5  | 55,9  | 50,1  | 28,3  | 17,1  | 32,0  | 47,3  | 89,8  | 58,6  | 54,4  | 572,4       |
| Nombre de jours de pluie >=1 mm            | 5,2   | 4,7   | 4,5   | 5,9   | 5,5   | 4,1   | 3,0   | 3,9   | 4,2   | 5,1   | 5,1   | 5,3   | 56,5        |

| Mois                                 | Janv. | Fév. | Mars | Avr. | Mai | Juin | Juil. | Août | Sept. | Oct. | Nov. | Déc. | Total année |
| ------------------------------------ | ----- | ---- | ---- | ---- | --- | ---- | ----- | ---- | ----- | ---- | ---- | ---- | ----------- |
| Nombre de jours de brouillard        | 1,2   | 0,9  | 0,9  | 0,8  | 1,1 | 0,6  | 0,6   | 0,9  | 2,4   | 2,0  | 1,3  | 1,4  | 14,1        |
| Nombre de jours d'orage              | 0,4   | 0,2  | 0,5  | 1,2  | 2,8 | 4,3  | 4,6   | 5,2  | 3,2   | 2,3  | 0,7  | 0,5  | 23,7        |
| Nombre de jours de neige             | 0,9   | 0,6  | 0,4  | -    | -   | -    | -     | -    | -     | -    | 0,2  | 0,4  | 2,6         |
| Nombre de jours de gel               | 4,9   | 2,8  | 1,1  | 0    | 0   | 0    | 0     | 0    | 0     | 0    | 0,9  | 3,8  | 13,5        |
| Nombre de jours de vent >=57,6 km/h  | 14,4  | 11,5 | 15,6 | 12,9 | 8,1 | 7,0  | 9,0   | 7,3  | 6,8   | 9,4  | 11,6 | 13,4 | 127         |
| Nombre de jours de vent >=100,8 km/h | 2,0   | 1,2  | 2,1  | 0,6  | 0,5 | 0,2  | 0,2   | -    | 0,1   | 0,4  | 0,7  | 2,7  | 10,7        |

## Vignoble

### Présentation

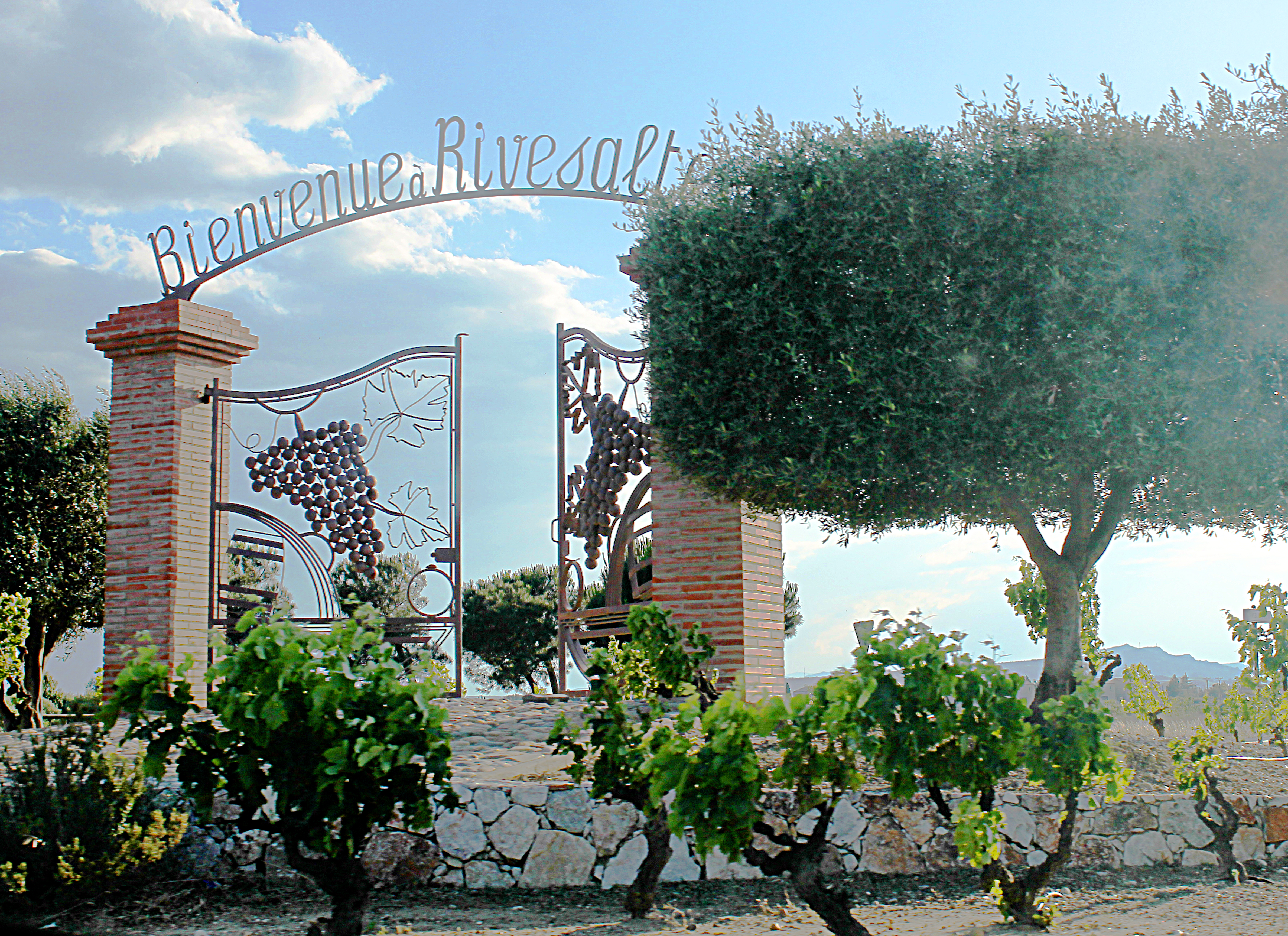
Bienvenue à Rivesaltes

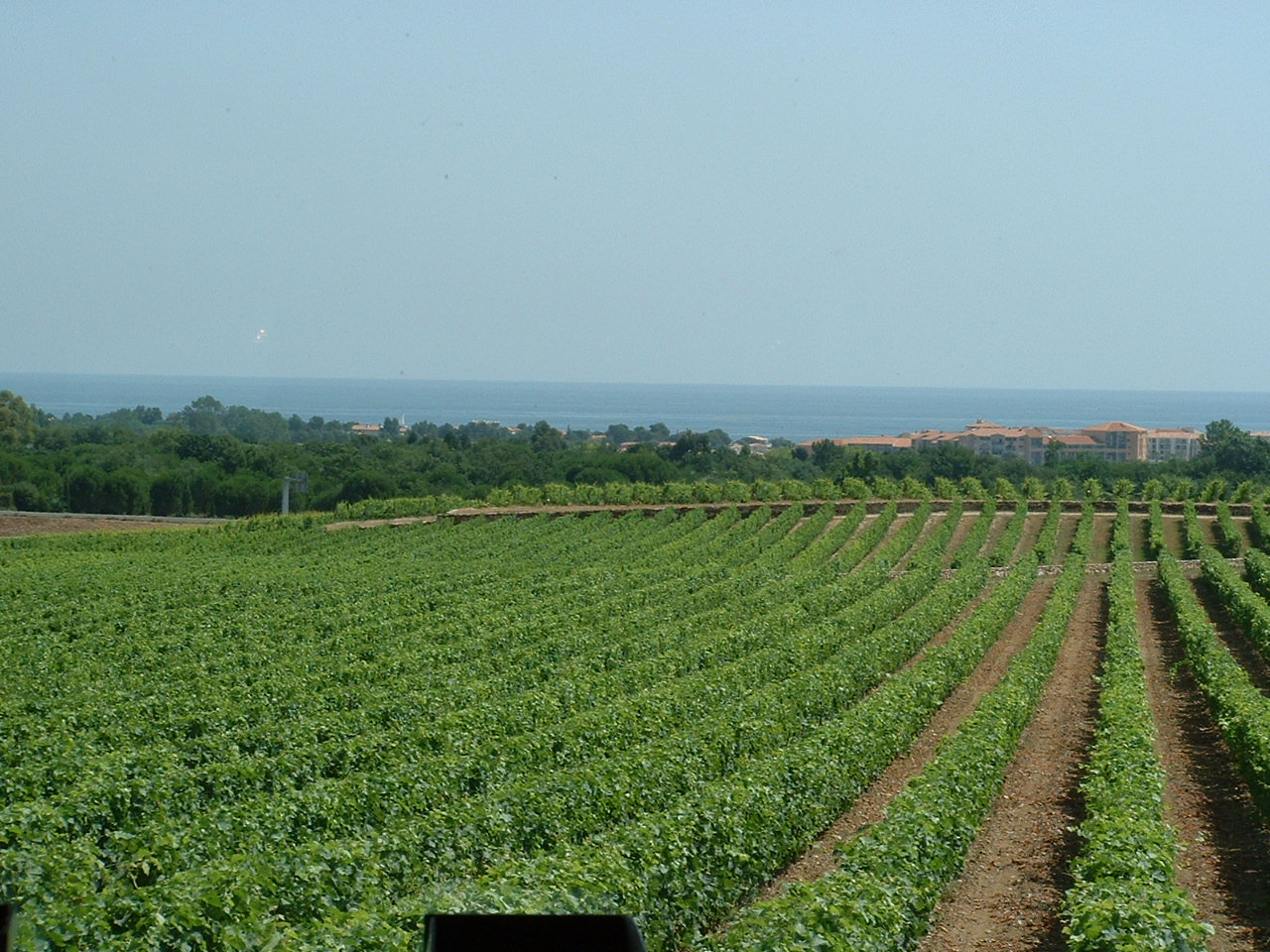
Vignoble à Argelès-sur-Mer

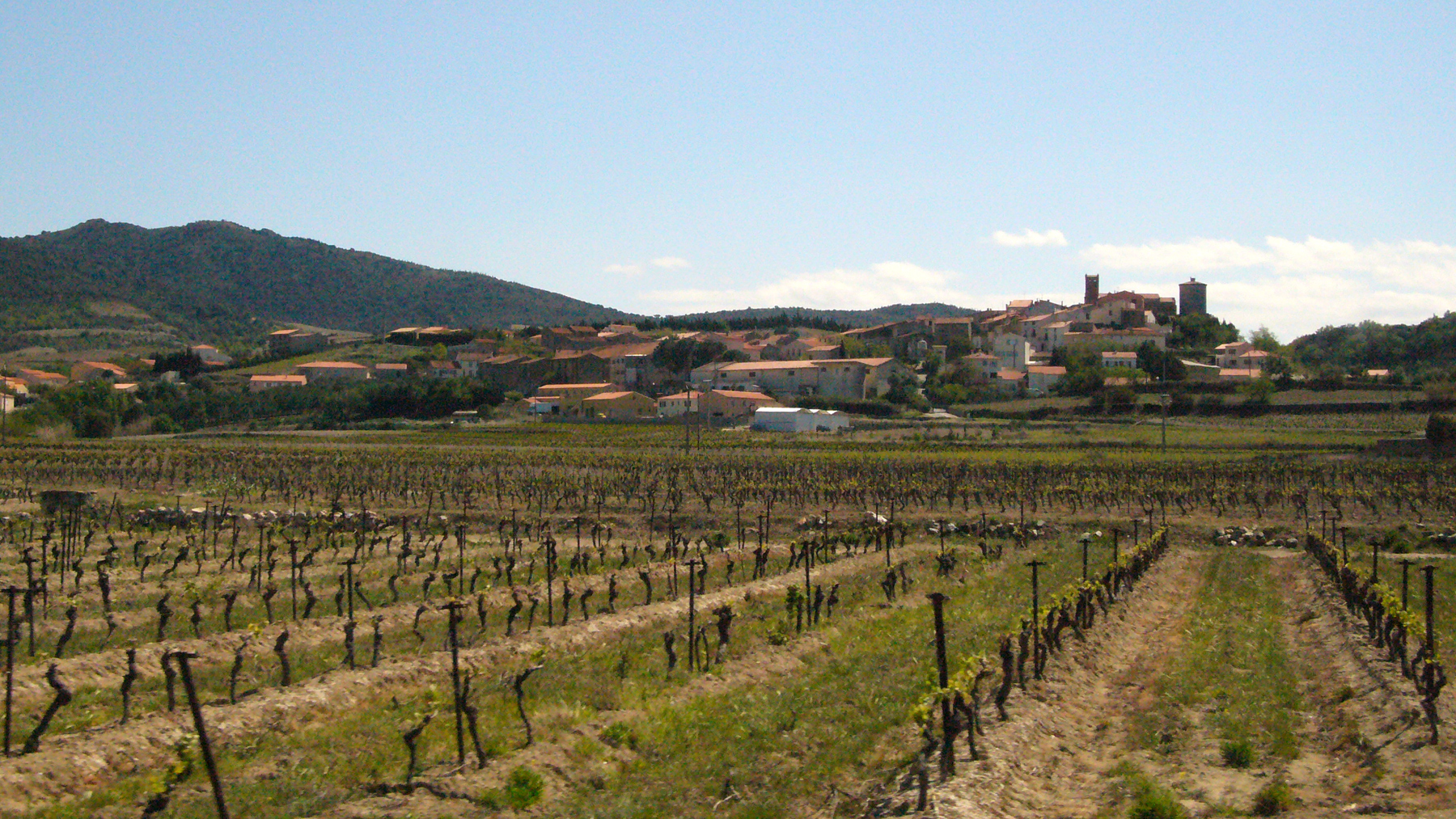
Vignoble de Montner au printemps

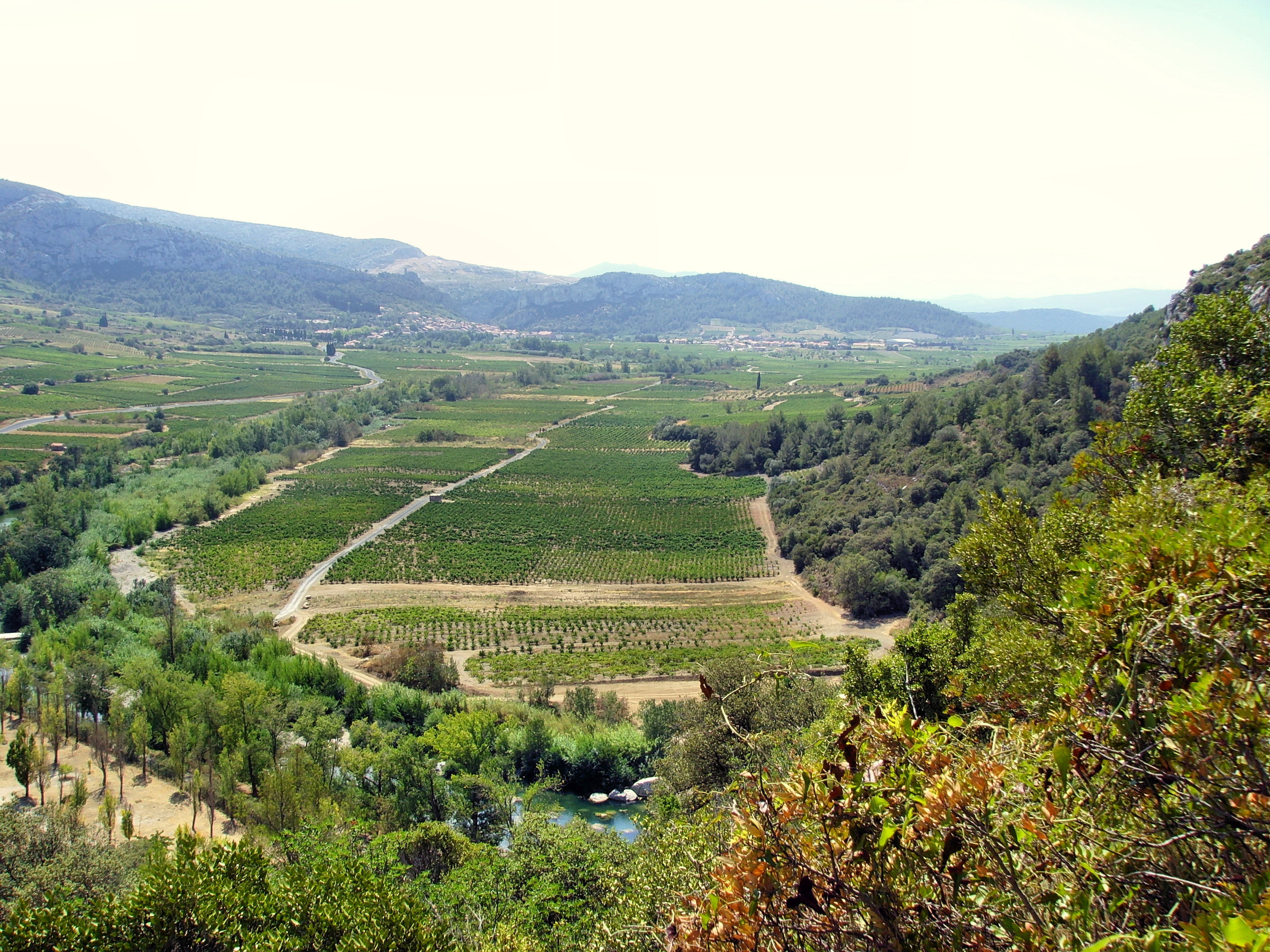
Vignoble de Tautavel dans la vallée de Verdouble

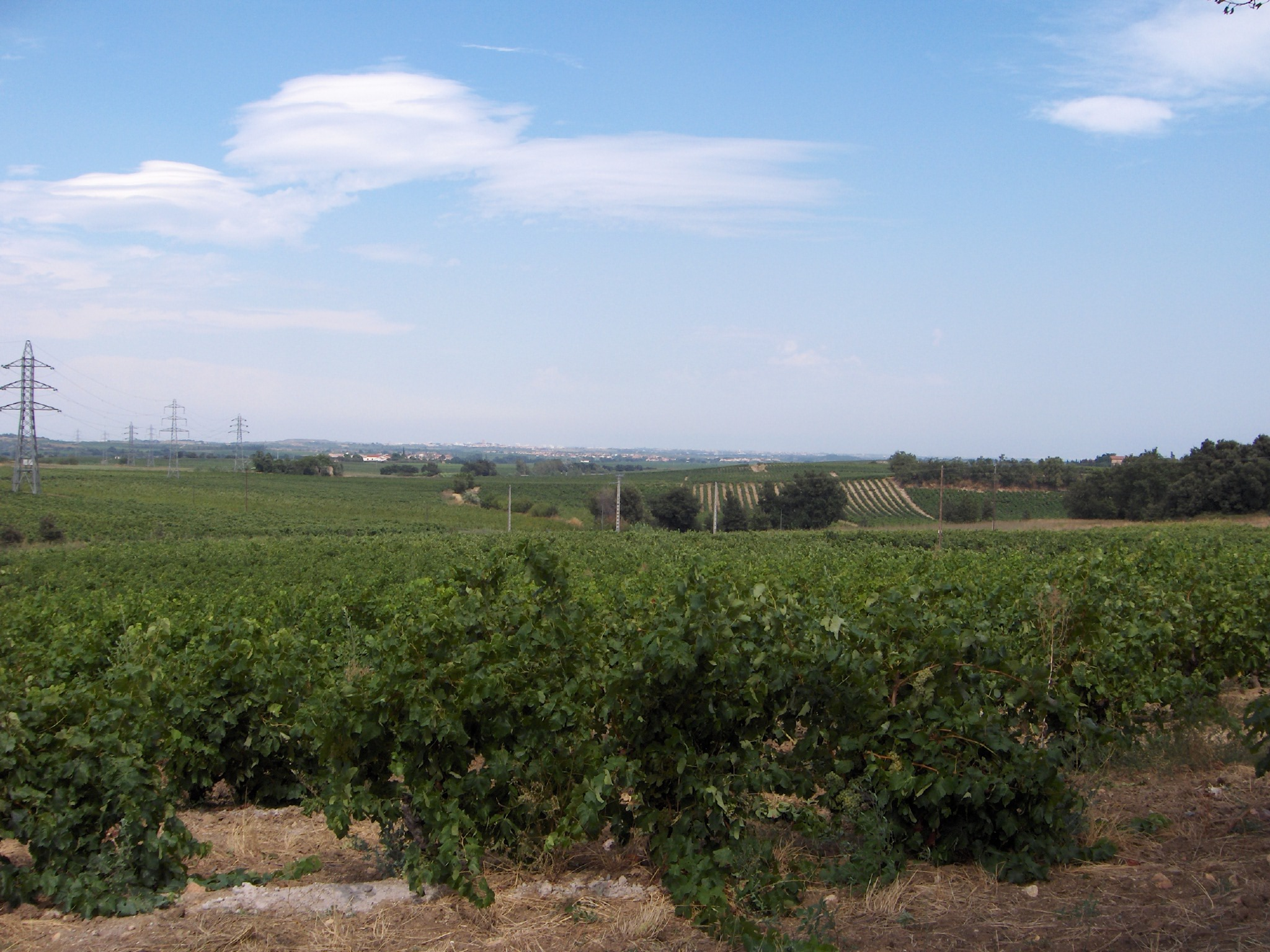
Vignes de Trouillas, sur la route de Villemolaque

Le vignoble s'étend sur 86 communes des Pyrénées-Orientales et 9 communes de l'Aude.

#### Département desPyrénées-Orientales
Arrondissement de Céret
- Canton d’Argelès-sur-Mer - tout le canton (8 communes) c.-à-d. :
  - Argelès-sur-Mer, Laroque-des-Albères, Montesquieu-des-Albères, Palau-del-Vidre, Sorède, Saint-André, Saint-Génis-des-Fontaines et Villelongue-dels-Monts.
- Canton de Céret - une partie du canton (9 communes sur 14) c.-à-d. :
  - Banyuls-dels-Aspres, Le Boulou, Céret, Les Cluses, Maureillas-las-Illas, Montauriol, Reynès, Saint-Jean-Pla-de-Corts et Vivès.

Arrondissement de Perpignan
- Canton de Canet-en-Roussillon - une partie du canton (2 communes sur 4) c.-à-d. :
  - Canet-en-Roussillon et Saint Nazaire
- Canton de La Côte Radieuse - une partie du canton (2 communes sur 4) c.-à-d. :
  - Latour-Bas-Elne et Saleilles
- Canton d’Elne - une partie du canton (6 communes sur 7) c.-à-d. :
  - Bages, Corneilla-del-Vercol, Elne, Montescot, Ortaffa & Villeneuve-de-la-Raho.
- Canton de Latour-de-France - une partie du canton (8 communes sur 10) c.-à-d. :
  - Bélesta, Cassagnes, Estagel, Latour-de-France, Montner, Planèze, Rasiguères et Tautavel,
- Canton de Millas - tout le canton (9 communes) c.-à-d. :
  - Corbère, Corbère-les-Cabanes, Corneilla-la-Rivière, Millas, Néfiach, Pézilla-la-Rivière, Saint-Féliu-d'Amont, Saint-Féliu-d'Avall, Le Soler,
- Canton de Perpignan-3 - tout le canton (2 communes) c.-à-d. :
  - Cabestany et Perpignan
- Canton de Rivesaltes - tout le canton (8 communes) c.-à-d. :
  - Cases-de-Pène, Espira-de-l'Agly, Opoul-Périllos, Peyrestortes, Pia, Rivesaltes, Salses-le-Château & Vingrau
- Canton de Saint-Estève - tout le canton (5 communes) c.-à-d. :
  - Baho, Baixas, Calce, Saint-Estève & Villeneuve-la-Rivière
- Canton de Saint-Laurent-de-la-Salanque - une partie du canton (2 communes sur 5) c.-à-d. :
  - Claira & Saint-Hippolyte.
- Canton de Saint-Paul-de-Fenouillet - une partie du canton (3 communes sur 11) c.-à-d. :
  - Lesquerde, Maury & Saint-Paul-de-Fenouillet
- Canton de Thuir - tout le canton (17 communes) c.-à-d. :
  - Brouilla, Caixas, Camélas, Castelnou, Fourques, Llauro, Llupia, Passa, Ponteilla,  Sainte-Colombe-de-la-Commanderie, Saint-Jean-Lasseille, Terrats, Thuir, Tordères, Tresserre, Trouillas, Villemolaque,
- Canton de Toulouges - tout le canton (3 communes) c.-à-d. :
  - Canohès, Pollestres & Toulouges

Arrondissement de Prades
- Canton de Vinça - une partie du canton (1 communes sur 18) c.-à-d. : Ille-sur-Têt.

#### Département de l'Aude
Arrondissement de Narbonne
- Canton de Durban-Corbières - une partie du canton (communes sur) c.-à-d. : Cascastel-des-Corbières et Villeneuve-les-Corbières
- Canton de Tuchan - une partie du canton (communes sur) c.-à-d. : Paziols et Tuchan
- Canton de Sigean - une partie du canton (communes sur) c.-à-d. : Caves, Fitou, La Palme, Leucate et Treilles

(= même aire dans l'Aude que l'AOC Fitou)

### Encépagement
Ces vins sont élaborés avec cinq cépages principaux : grenache blanc B, grenache gris G, grenache N, macabeu B, tourbat B, dénommé localement malvoisie du Roussillon, et deux cépages accessoires : Muscat blanc à petits grains et Muscat d'Alexandrie, dénommé localement muscat romain.

### Méthodes culturales et réglementation
En fonction de son encépagement, le terroir viticole de Rivesaltes (VDN) peut produire des vins rouges et blancs qui se déclinent ensuite pour chacun en différentes catégories. Mais tous ces vins doivent subir un arrêt de leur fermentation par mutage à l'alcool neutre à 96° dans une proportion variant entre 5 et 10 %.

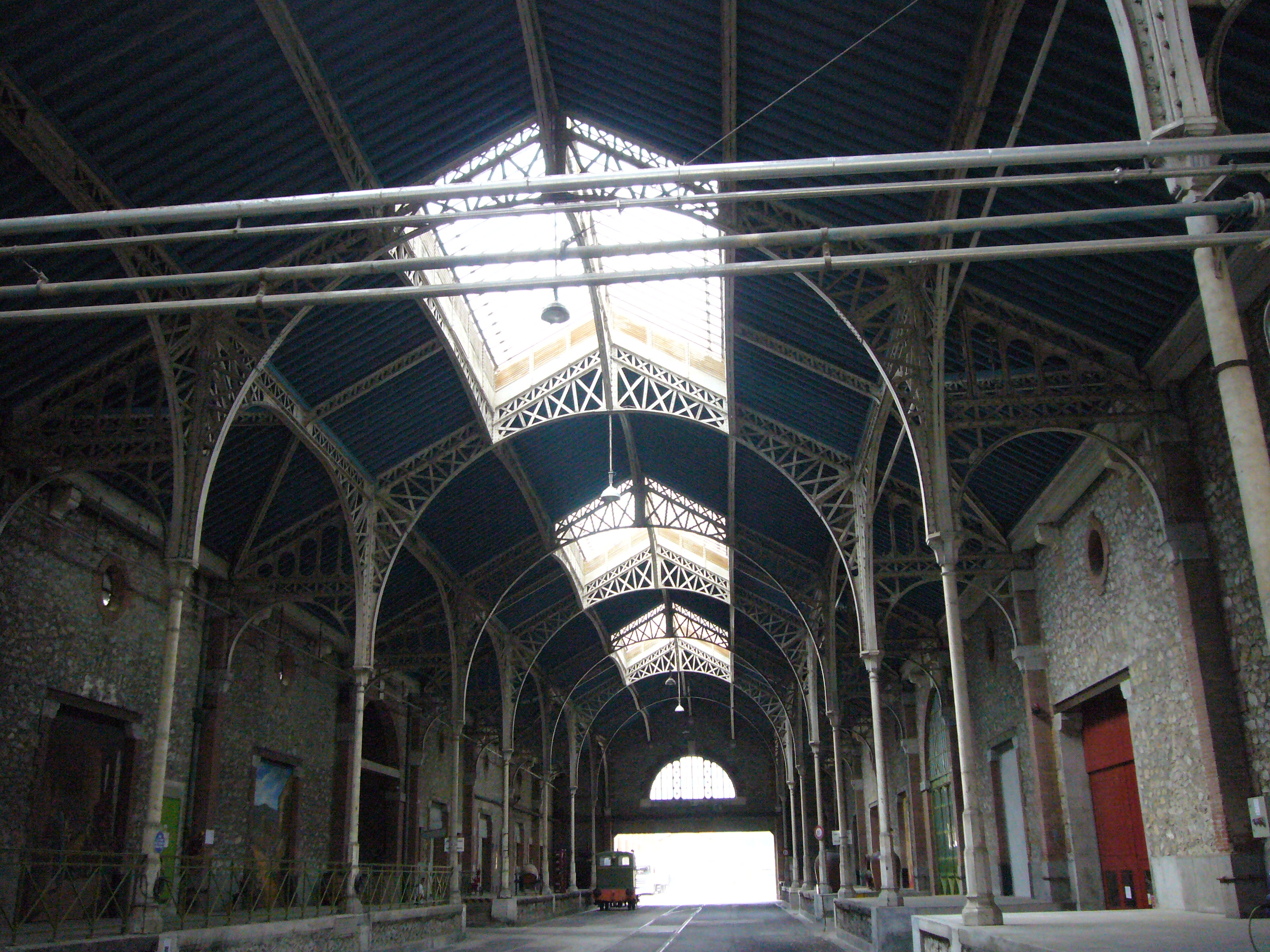
Caves Byrrh à Thuir, structure réalisée par les ateliers de Gustave Eiffel

### Vinification et élevage
Ce vin doux naturel doit titrer entre 15° et 21°. La production moyenne annuelle est de 350 000 hl. La vinification est faite essentiellement en blanc mais une production de rouges par macération existe aussi. Le vin est élevé en cuve ou dans le bois. Ce vin est caractérisé par une robe ambrée pour les blancs et les rosés (arômes de fruits secs et torréfaction) et pourpre pour les rouges avec des arômes de fruits rouges.
L'appellation Rivesaltes regroupe depuis 1972, les anciennes AOC Rivesaltes (vin doux naturel), côtes d'Agly et côtes de Haut Roussillon telles qu'elles étaient définies dans le décret de 1936Ses cuvées rouges sont élaborées comme le Banyuls, par macération au contact des peaux, et en milieu oxydatif. L'élevage peut ne pas excéder un an, mais est déterminant pour la qualité du vin : cuve et bois développent des bouquets bien différents.

#### Mentions traditionnelles
Les vins de l'appellation d'origine contrôlée Rivesaltes peuvent faire usage des mentions traditionnelles protégées « Ambré » et « Tuilé ».

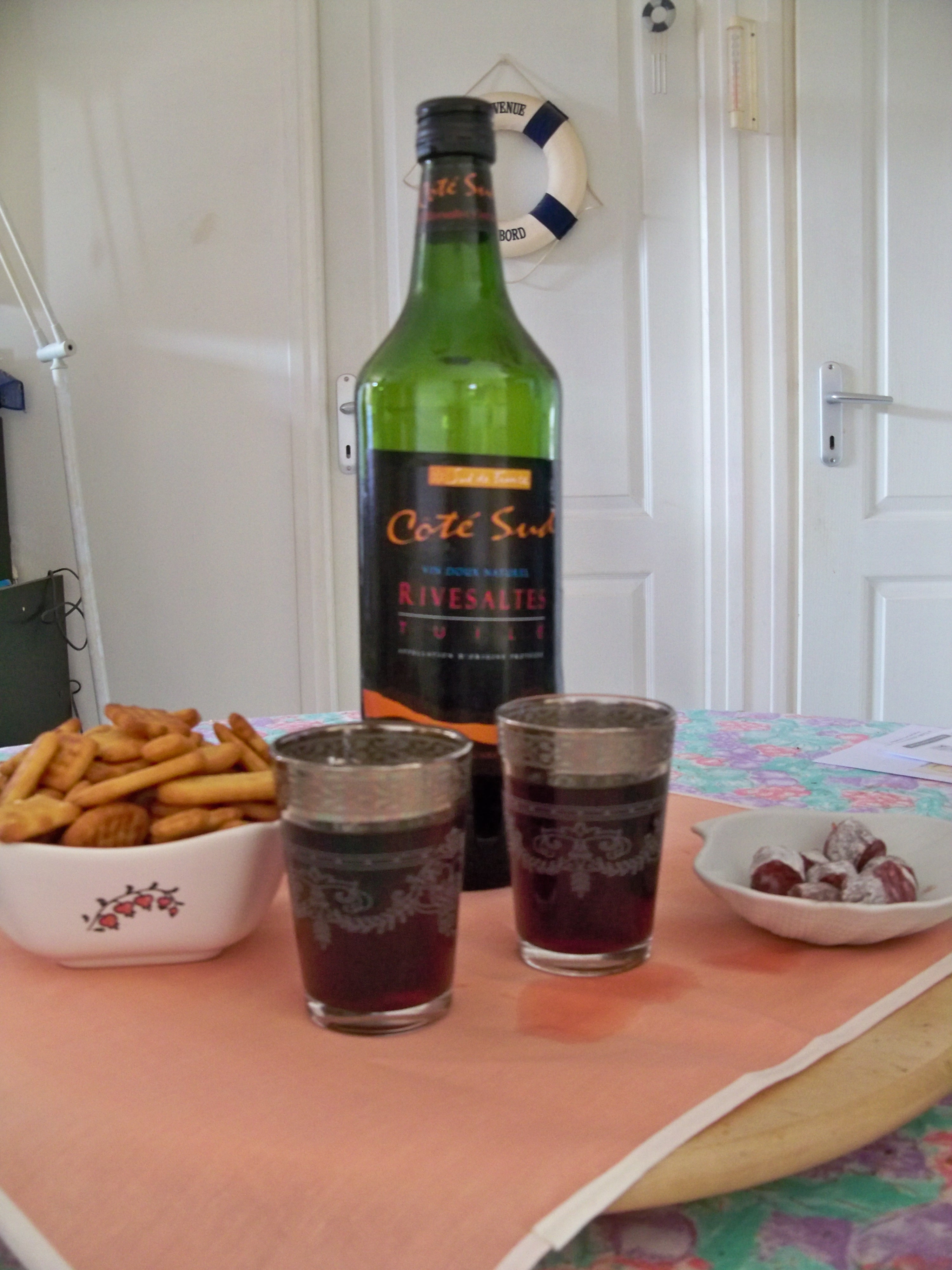
Rivesaltes tuilé

- « Ambré » désigne un vin blanc élevé à la propriété en milieu oxydatif jusqu'au 1er septembre de la deuxième année suivant celle de la récolte.
- « Tuilé » désigne un vin rouge élevé dans les mêmes conditions.

### Terroir et vins
Les sols sont pauvres et secs. 

### Type de vins et gastronomie

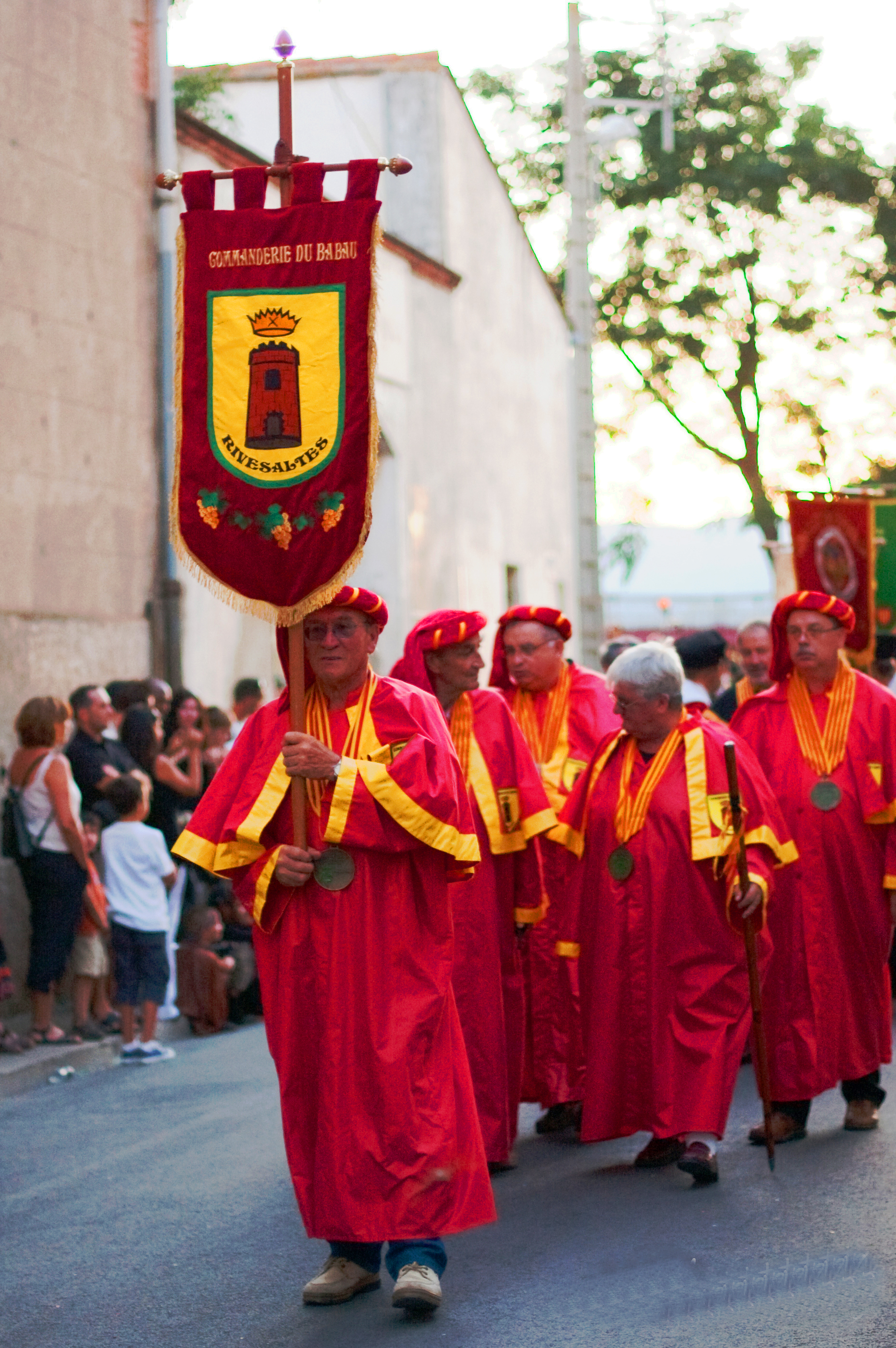
Confrérie de Rivesaltes défilant

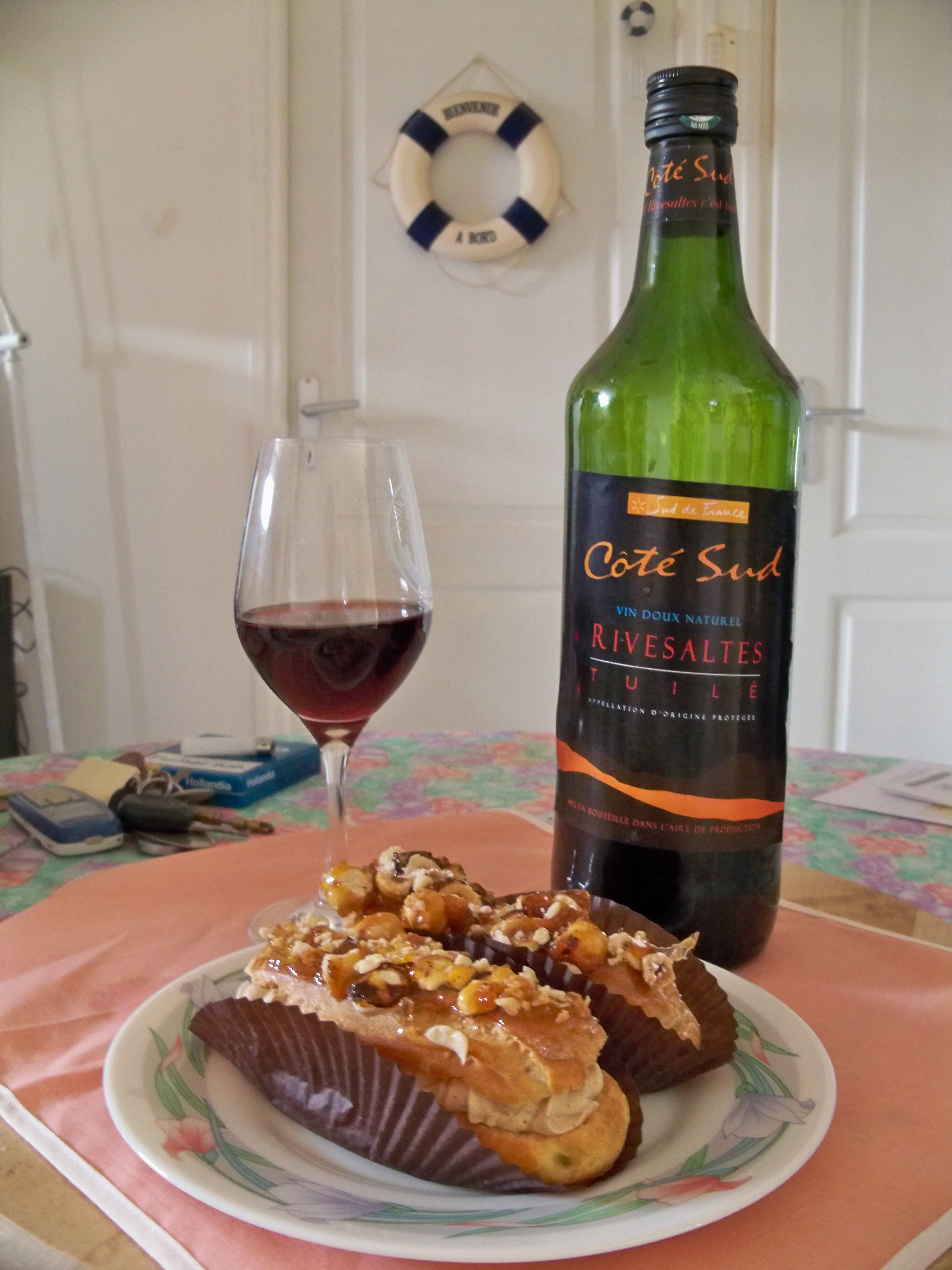
Rivesaltes tuilé et dessert

Le rivesaltes blanc se présente dans des robes très variées, allant du blanc pâle, avec des arômes floraux, aux vieux rancios en passant par les ambrés qui sont marqués par des notes de miel et de fruits secs. Selon les prescriptions de l'INAO le rivesaltes ambré est obtenu par la fermentation des moûts séparés de la pulpe avant le début de la fermentation du vin blanc élevé en milieu oxydatif. Ce vin subit un élevage de deux ans, quant au rivesaltes ambré hors d'âge, élaboré avec la même méthode, il doit, quant à lui, être vieilli cinq ans en cave. Le rancio provient toujours d'un terroir favorable à l'obtention du goût « Rancio », il acquiert ses qualités tant par l'élevage que par son vieillissement.  
Le rivesaltes rouge dégage des notes de cerises et de fruits confits tandis que les tuilés sont marqués par notes grillées et de fruits secs. Toujours selon les normes de l'INAO, le rivesaltes grenat doit être obtenu par macération du moût durant tout ou partie de la fermentation d'une vendange rouge comprenant 75 % de grenache noir. Depuis le décret ministériel du 29 octobre 2009 ce vin doit être issu exclusivement du cépage grenache N. Il doit être élevé en milieu réducteur pendant un an et rester au moins trois mois en bouteille. Le rivesaltes tuilé s'élabore à partir d'une vendange rouge, dans laquelle la proportion de grenache noir atteint 50 %. Ce vin est élevé pendant deux ans en milieu oxydatif, le qualificatif de hors d'âge s'obtient après un élevage en cave de cinq ans.

### Commercialisation

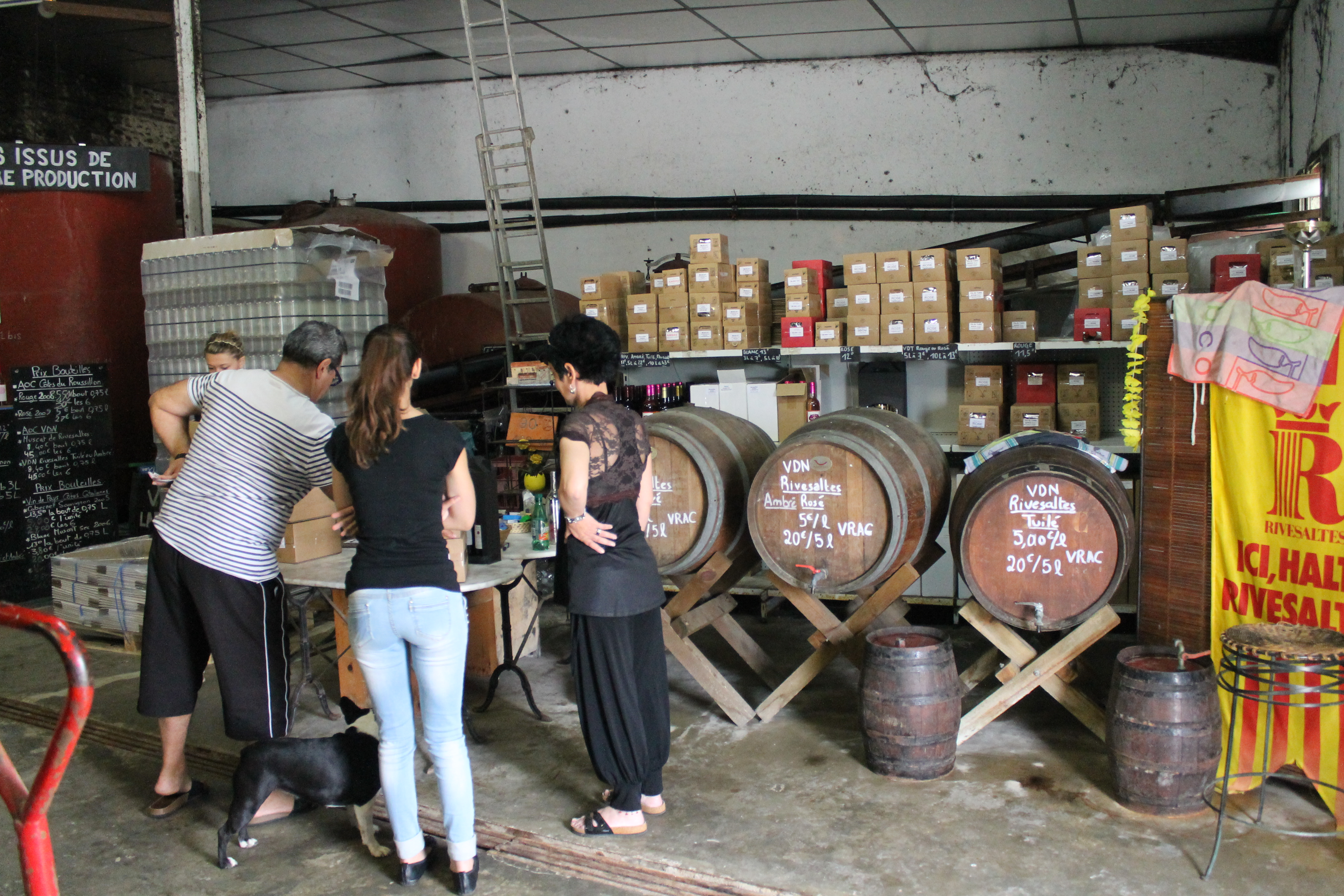
Vente en vrac sur le lieu de production à Rivesaltes

La commercialisation, sur le marché intérieur, se fait à partir des cafés, hôtels, restaurants, cavistes, grande distribution, salons pour les particuliers et les professionnels.
À l'exportation, les plus importants marchés se trouvent en Europe, en Amérique du Nord et dans l'Asie du Sud-Est.[réf. nécessaire]

## Sources